# Куруджикьой
Куруджикьой или Коруджукьой (на турски: Korucu) е село в Източна Тракия, Турция, околия Одрин, вилает Одрин.

## География
Селото се намира североизточно от Одрин близо до границата с България.

## История
В XIX век Куруджикьой е българско село в Одринската кааза на Одринския вилает на Османската империя. Според „Етнография на вилаетите Адрианопол, Монастир и Салоника“, издадена в Константинопол в 1878 година и отразяваща статистиката на населението от 1873 година, Куруджикьой (Kirchehli) има 20 домакинства и 97 българи.
Според статистиката на професор Любомир Милетич в 1912 година в селото живеят 59 български екзархийски семейства или 261 души.
При избухването на Балканската война в 1912 година един човек от Куруджикьой е доброволец в Македоно-одринското опълчение.
Българското население на Куруджикьой се изселва след Междусъюзническата война в 1913 година.

## Личности
Родени в Куруджикьой
- Неофит Браницки (1844 – 1908), български духовник
- Иван Попхристов, македоно-одрински опълченец, 1-ва рота на 5-а одринска дружина[4]
- Иван Събев (1867 - ?), участник в Илинденско-Преображенското въстание в Одринско с четата на Кръстьо Българията[5]
- Сава Попов (1875 – ?), български духовник и кооперативен деец

Починали в Куруджикьой
- Пенчо Юрданов Янков, български военен деец, младши подофицер, загинал през Балканската война на 9 март 1913 година[6]